# Shane Leslie

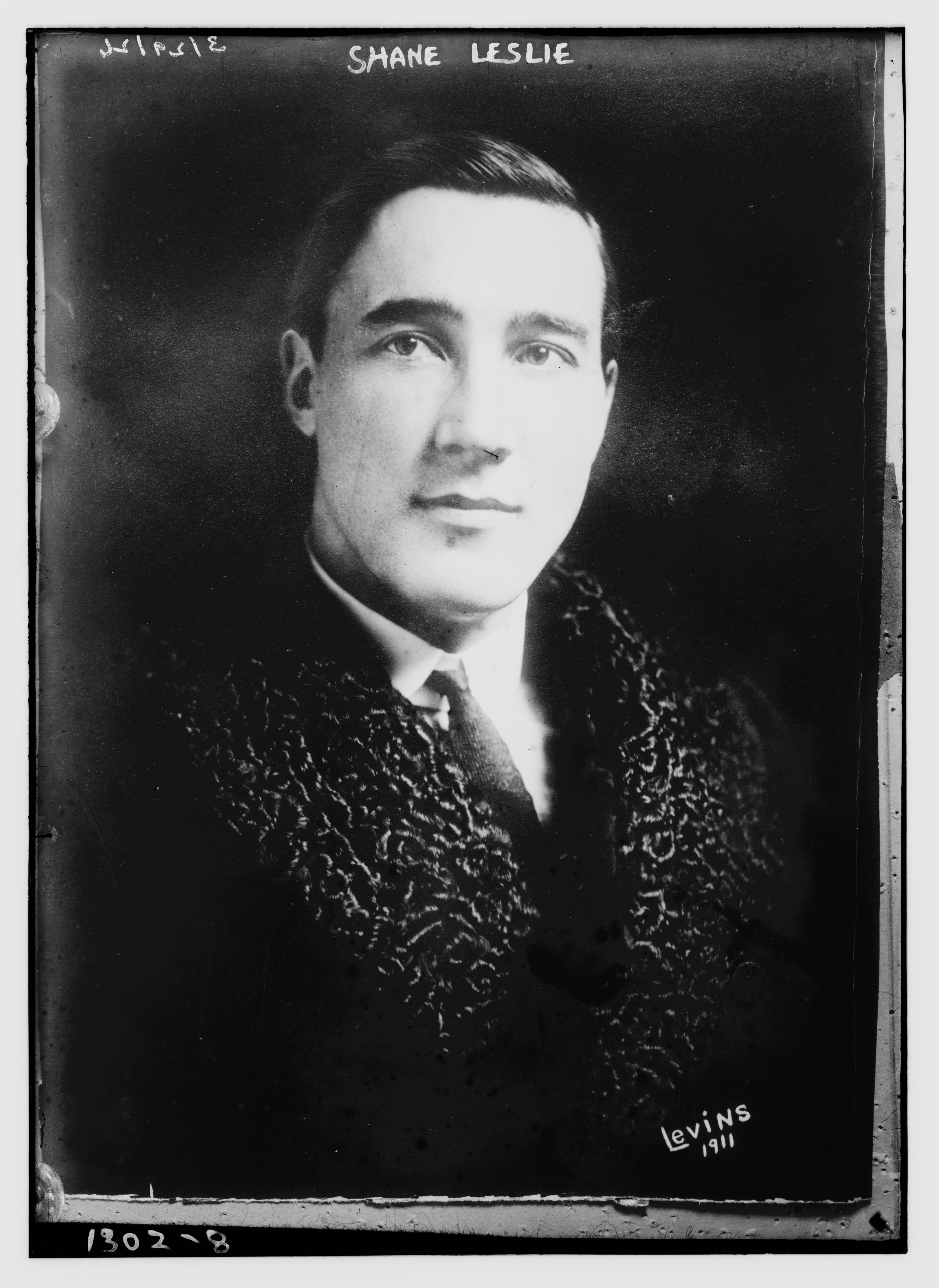
Shane Leslie

Sir John Randolph „Shane” Leslie, Baronet (ur. 1885 w Glaslough, hr. Monaghan; zm. 14 sierpnia 1971 tamże) był irlandzkim pisarzem wywodzącym się z arystokratycznej rodziny pochodzenia szkockiego. Był kuzynem 1 stopnia Winstona Churchilla. 

## Życiorys
Odcinając się od tradycji rodzinnej, podczas studiów w Cambridge, w 1908 przeszedł na katolicyzm i zaczął popierać inicjatywę Home Rule na rzecz autonomii irlandzkiej. Zaczął się uczyć języka irlandzkiego, postanowił też zmienić imię, ostatecznie pozostając przy formie Shane. W tym samym roku odbył podróż do Europy Wschodniej, do Rosji, Polski i na Litwę. Spotkanie z Lwem Tołstojem umocniło jego pacyfizm, natomiast spotkania z Polakami zainspirowały go do zbiórki podpisów pod apelem o solidarność z polskimi dziećmi poddawanymi germanizacji lub rusyfikacji (działo się to podczas strajków szkolnych). Księga z 5468 podpisami irlandzkich dzieci szkolnych znajduje się dziś w Bibliotece Książąt Czartoryskich w Krakowie. W późniejszych latach w jednej ze swoich autobiograficznych książek Leslie twierdził, iż odkrył własne polskie korzenie, a jego sympatia do Polski mogła być dziedziczna, opisał to jednak bez szczegółów, gdyż chodziło o relację pozamałżeńską ze strony jednej z prababek.
W 1910 kandydował do Parlamentu Brytyjskiego z ugrupowania Irish Parliamentary Party, jednakże nie odniósł sukcesu. W 1911 wyjechał do USA zbierać fundusze dla Ligi Gaelickiej. W 1912 ożenił się z Marjorie Ide, Amerykanką. Kiedy wybuchła I wojna światowa, będąc pacyfistą, służył jako kierowca w British Ambulance Corps.

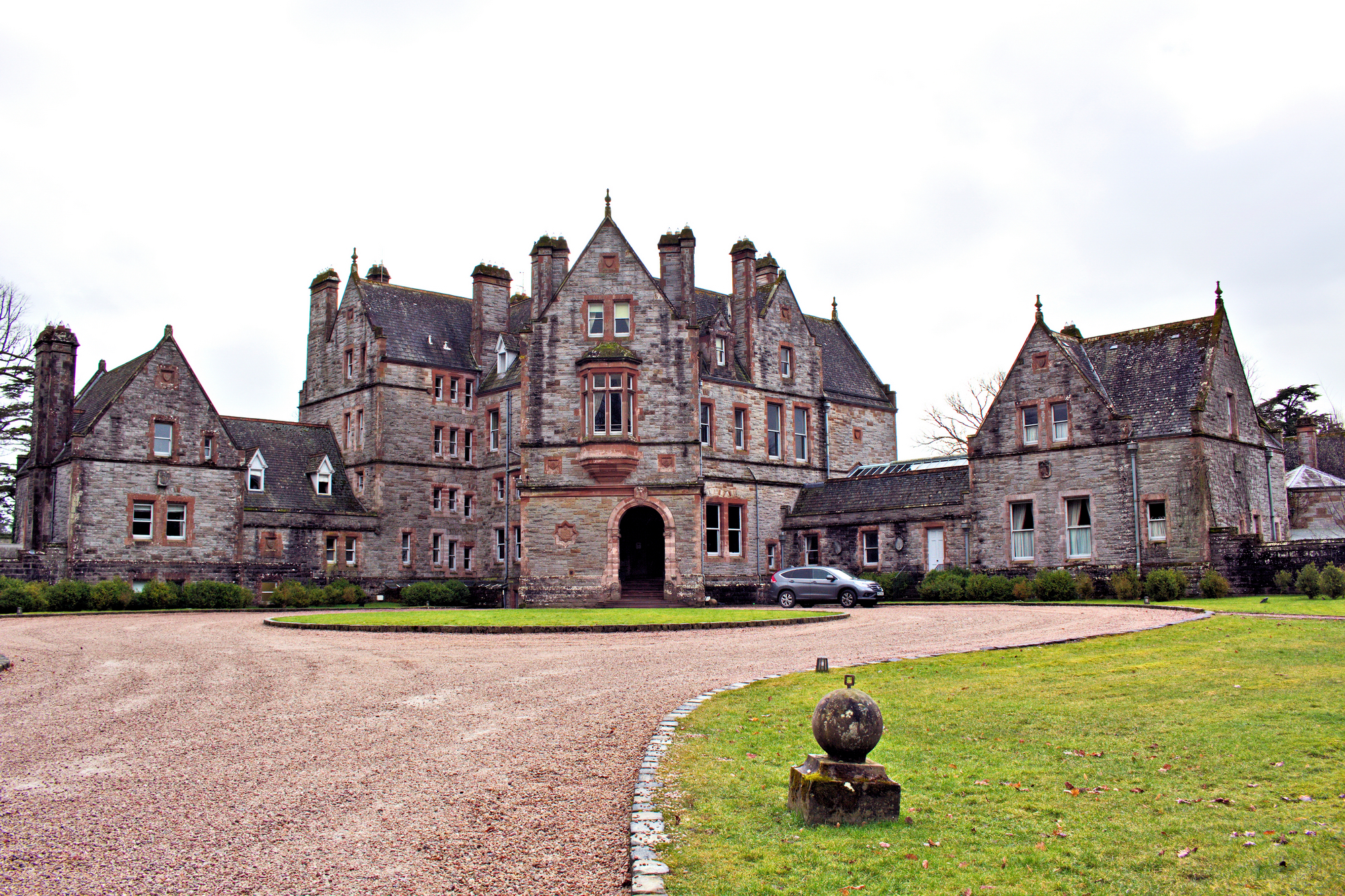
Zamek Glaslough, Co. Monaghan

Jego osobiste poglądy niejednokrotnie zderzały się z powszechnie obowiązującymi w otaczającym go środowisku, tak że wydawały się pełne sprzeczności. Jego negatywne recenzje Ulissesa Joyce’a w 1922 przyczyniły się do zakazu publikacji powieści w Wielkiej Brytanii. Jednocześnie zaś, jedna z jego własnych młodzieńczych powieści, Cantab, znalazła się również na indeksie. Inną sprzecznością był jego irlandzki patriotyzm powiązany z pacyfizmem. Podczas kryzysu wywołanego kombinacją irlandzkiego powstania i I wojny światowej, współpracował z dyplomacją brytyjską w USA starając się przeciwdziałać zabiegom nacjonalistów irlandzkich próbujących powstrzymać udział Ameryki w wojnie przeciwko Niemcom. Jego wiedza o germanizacji w zaborze pruskim Polski dawała mu inny obraz Niemiec niż Irlandczykom, którzy widzieli w nich przede wszystkim sojusznika przeciwko Wielkiej Brytanii. Czując się osamotniony i niezrozumiany, Leslie spędził resztę życia pomiędzy Glaslough a Londynem, zajmując się głównie pisarstwem, czytaniem i dbaniem o przyrodę. W swoich dobrach zaangażował się w ponowne zalesianie Irlandii, zwrócił też Kościołowi Katolickiemu ziemie skonfiskowane podczas kolonizacji protestanckiej; przyczyniając się do powstania sanktuarium Loch Derg.
Najbardziej znany jest dzięki swoim powieściom, autobiografiom oraz dziennikarstwu. Swoją wizytę w Polsce oraz hipotezę co do ewentualnego polskiego pochodzenia utrwalił w zbiorze wspomnień Fim of Memory, 1938. Bardziej znane na świecie są jego powieści End of a Chapter, Oppidian, Doomsday oraz biografie Mrs Fitzherbert, swojej przodkini. Jedynym poza autobiografią irlandzkim świadectwem organizowania akcji zbierania podpisów dla dzieci polskich był wywiad z 1939, w którym pod wpływem wybuchu wojny wspominał wizytę w Polsce.